# Casa de la Vila (Riudecanyes)
La Casa de la Vila és una obra de Riudecanyes (Baix Camp) inclosa a l'Inventari del Patrimoni Arquitectònic de Catalunya.

## Descripció
Edifici de planta rectangular de traça renaixentista, d'estil molt sobri, que fou, probablement, una casa senyorial. Obra de paredat amb reforços de carreu als angles, amb la façana arrebossada. Una de les façanes dona a la plaça de l'església, amb una font pública; l'altra, on es troba la porta principal -dovellada, d'arc rodó, amb un escut en relleu a la clau-, s'obre al carrer Dimecres. A la part posterior va tenir un pati amb un molí

## Història
Edifici construït el segle xvii. Sembla que fou una antiga propietat del monestir d'Escornalbou, que depenia de la Mitra de Tarragona.